# Balordi & Co. - Società per losche azioni capitale interamente rubato $ 1.000.000
Balordi & Co. - Società per losche azioni capitale interamente rubato $ 1.000.000 (Harry and Walter Go to New York) è un film del 1976 scritto da John Byrum e Robert Kaufman, diretto da Mark Rydell e interpretato da James Caan, Elliott Gould e Michael Caine, Diane Keaton, Charles Durning e Lesley Ann Warren.

## Trama
Harry Dighby e Walter Hill sono due teatranti di terz'ordine che cercano di arrotondare con piccole truffe. sono perennemente in lite a causa delle loro differenze ma entrambi sperano di sfondare e diventare famosi nel vaudeville. Un giorno finiscono in prigione e lì incontrano Adam Worth, un ricco e affascinante playboy con tendenze socialiste. Worth è in prigione per aver rapinato la Lowell Bank and Trust, con il cui direttore ha un accordo per truffare l'assicurazione spartendosi piccole percentuali stornate dal bottino restituito alle assicurazioni.
Worth che è intenzionato a mantenere il suo tenore di vita prende sotto di sei i due attori in malaffare come aiutanti e maggiordomi e proprio durante i loro servizi i due scoprono che Worth è in possesso di planimetrie e sistemi di sicurezza della banca, ritenuta da tutti come sicura e inespugnabile. Adam Worth sta progettando di rapinare ancora la Lowell Bank sia per soddisfare il suo orgoglio riuscendo in un'impresa ritenuta impossibile sia per vendicarsi del direttore, Rufus T. Crisp, responsabile del suo arresto. Harry, nonostante il parere contrario di Walter coglie l'opportunità di copiare i progetti quando una emancipata giornalista Lissa Chestnut si reca nella loro cella.
A sua insaputa fotografano gli originali e poi li distruggono progettando di rapinare loro la banca per primi. Dighby e Hill escono di prigione il giorno successivo, contemporaneamente a Worth che viene rilasciato sulla parola. A quel punto, quando si incontreranno nuovamente a New York e con la forza Worth si impossesserà di una copia dei piani fotografati, anche la giornalista deciderà di aiutare i due ex attori per rovinare il piano di Worth.